# Tetragnatha flagellans
Tetragnatha flagellans är en spindelart som beskrevs av Johan Coenraad van Hasselt 1882. Tetragnatha flagellans ingår i släktet sträckkäkspindlar, och familjen käkspindlar. Inga underarter finns listade i Catalogue of Life.